# 15&
15& (em coreano:  피프틴앤드; também conhecido como Fifteen And) é um duo sul-coreano formado pela JYP Entertainment em 2012. O duo consiste em Baek Ye-rin e Park Ji-min. 15& é uma combinação de suas idades quando estrearam e o ‘&’ significa que elas podem ter sucesso no futuro. Elas lançaram seu single de estreia "I Dream" em 5 de outubro de 2012.

## História

### Formação
Em 2012, Park Jimin foi a vencedora do reality show sul-coreano de competição, K-pop Star. Com o prêmio ela teve a oportunidade de poder assinar com a YG Entertainment, SM Entertainment ou JYP Entertainment. No dia 21 de maio a SBS informou que Jimin tinha escolhido a JYP Entertainment como seu selo. Em 2008 Yerin fez uma audição para a JYP cantando "Listen" da cantora Beyoncé e foi aceita, assim ela foi trainee por quatro anos antes de debutar oficialmente com Jimin.

### 2012-2013: Debut
Em setembro de 2012 dada a notícia que Park Jimin iria debutar no duo nomeado 15&, mas a segunda integrante ainda não tinha sido revelada. No mesmo mês foi lançado um site que divulgou o logo do duo e continha informações e datas relativas ao debut, que veio a ocorrer dia 5 de outubro, com seu single intitulado I Dream. O single de estreia do duo foi elogiado devido ao talento vocal de Yerin e Jimin, o que posteriormente ocasionou em apresentações televisionadas, shows ocorridos em escolas e também atendendo a eventos que chegaram a atrair um total de 5.000 pessoas na audiência.
Em abril de 2013, foi lançado o segundo single do duo, intitulado "Somebody". O vídeo mostrou Yerin e Jimin parodiando os juízes do K-pop Star. No mesmo dia em que o single foi disponibilizado aconteceu a performance de comeback na final do programa K-pop Star. Após o seu lançamento no mesmo dia, a canção subiu ao topo da paradas de sucesso.

### 2014
O terceiro single da dupla "Can't Hide It" foi lançado em abril de 2013 em formato digital, no mesmo dia elas fizeram uma performance na terceira edição do K-pop Star onde foi revelado que o primeiro álbum delas seria lançado em maio de 2014. O primeiro álbum do 15& "Sugar" foi disponibilizado no dia 26 de maio de 2014 e elas fizeram seu comeback no programa M! Countdown transmitido pela Mnet três dias após o lançamento do álbum.
Elas lançaram seu quarto single Love is Madness, com partição Kanto do grupo Troy, em 8 de fevereiro de 2015. A canção encontrou o sucesso digital em tempo real, atingindo as posições #1 e #2 em todos os sete principais charts coreanos. Elas perfomaram a canção pela primeira vez junto com outras canções no dia 14 de Fevereiro de 2015 em um show do Dia dos Namorados destinado aos solteiros.

### 2015-Presente: Projetos Solo
J.Y.Park (fundador da empresa de entretenimento JYP Ent.) revelou em sua conta pessoal no Twitter que Jimin seria o primeiro membro a fazer um debut solo. Na imagem de teaser foi revelado que ela começaria a utilizar o nome Jimin Park. Ela lançou seu single e MV (music video) para Hopeless Love no dia 5 de abril de 2015 e no mesmo dia debutou como solo na quarta edição do programa K-pop Star. No dia 19 de maio o produtor Sweetune revelou que Jimin e Eric Nam iriam lançar um dueto intitulado "Dream" para um projeto de caridade, a música veio a ser lançada no dia 28 de maio de 2015. Já em agosto, Jimin anunciou um grupo de projeto que ela formou com Seungyoun da UNIQ e com o rapper Nathan. O nome do grupo foi revelado como M.O.L.A (Make Our Life Awesome) e a primeira faixa "My Way" foi lançada no dia 20 de agosto. M.O.L.A é um projeto independente que é disponibilizado no SoundClound, onde Jimin, Seungyoun e Nathan tem a oportunidade de mostrarem suas habilidades vocais e de rappers, assim como produtores e compositores.
No dia 25 de novembro J.Y.Park disponibilizou imagens de teaser para anunciar o debut solo de Yerin, sete meses depois do debut de sua parceira no duo, Jimin Park. Assim como Jimin, Yerin optou por usar seu nome artístico como Yerin Baek. Seu MV para a música "Across the Universe" foi lançado dia 30 de novembro, assim como o seu mini-álbum FRANK. Across the Universe alcançou primeira colocação nas paradas de sucesso após seu lançamento, e continuou na mesma posição por um período. Yerin nomeou seu álbum como um tributo a Amy Winehouse, pois o nome do primeiro álbum de Amy também era Frank. Os títulos de cada faixa foram inspirados no filme Perdido em Marte. Yerin participou em todas as faixas através de compor e escrever letras em seu álbum.
Em junho de 2016, Yerin lançou o MV para "Bye Bye My Blue" no V App, um aplicativo de broadcast, momentos antes da cantora iniciar uma sessão se chat com os fãs. O single ficou disponível online no dia 20 de junho à meia noite no horário sul-coreano. Este single foi o primeiro comeback de Yerin desde a sua estreia solo com "Across the Universe". Assim como em seu debut solo, Bye Bye My Blue (EP que incluiu três músicas) também foi escrito por Yerin.
Em agosto de 2016, J.Y.Park lançou um teaser via Instagram e Twitter informando que Jimin faria seu comeback com um EP intitulado, "19to20" que apresenta seis faixas, e foi lançado dia 23 de agosto de 2016. Uma das faixas, "Try", foi escolhida como seu single de comeback, tendo seu MV disponível no Youtube no dia 22 de agosto.
Após dois anos de pausa do duo e lançamentos de EP e singles de sucesso individualmente, o futuro do duo continuo incerto e sem informações dadas pela JYP Ent. porém os fãs continuam receosos sobre um possível esquecimento do duo seguido de disband e continuam pedindo um comeback nos posts do 15& em redes sociais.

## Integrantes
- Baek Yerin (em coreano:  백예린), nascida em 26 de junho de 1997 em Daejeon, Coreia do Sul.
- Park Jimin (em coreano:  박지민), nascida em 5 de julho de 1997 em Daejeon, Coreia do Sul.

## Discografia

### Singles digitais
| 2012                                                                                       | I Dream - Lançado em: 5 de outubro de 2012 - Idioma: Coreano - Duração: 6:10 - Gravadora: JYP Entertainment | 6 | 11 | - KOR: - |
| "—" indica lançamentos que não figuraram nas paradas ou que não foram lançados nesse país. | |   |    |          |